# ریموند مومنس
ریموند مومنس (انگلیسی: Raymond Mommens؛ زادهٔ ۲۷ دسامبر ۱۹۵۸) بازیکن فوتبال اهل بلژیک بود.
از باشگاه‌هایی که در آن بازی کرده‌است می‌توان به باشگاه فوتبال لوکرن اوست والاندرن و باشگاه فوتبال رویال شارلوا اشاره کرد.
وی همچنین در تیم ملی فوتبال بلژیک بازی کرده‌است.